# Leitsatzkartei
Eine Leitsatzkartei, abgekürzt LSK,  ist eine Sammlung von Leitsätzen, die durch einen privaten Anbieter, beispielsweise einen juristischen Fachverlag, zur kommerziellen Nutzung angeboten wird.
Dies erfolgte in der Vergangenheit meist in Form von Karteikarten, die juristischen Zeitschriften beigeheftet wurden und wird seit Ende der 1980er Jahre meist in elektronischer Form  umgesetzt. Die Kartei wird in der Regel als CD-ROM oder Online vertrieben. In der Leitsatzkartei werden die gerichtlichen Leitsätze häufig mit den Bezügen zu relevanten Gesetzen, Quellenangaben zur Volltextveröffentlichung und Aktenzeichen erfasst.